# Сражение при Монтекубейро
Сражение при Монтекубейро (битва у горы Купейро; исп. batalla de Montecubeiro) — состоявшееся в 774 году у горы Купейро (вблизи современного селения Монтекубейро) сражение, в котором войско короля Астурии Сило нанесло поражение войску галисийских мятежников. Сражение привело к окончательному включению Галисии в состав Астурийского королевства.

## Исторические источники
Как одно из двух наиболее важных деяний короля Сило (другое — мир с маврами) сражение при Монтекубейро упоминается в испанских средневековых хрониках: «Хронике Альфонсо III» (в обоих её изводах — и в «Себастианской хронике», и в «Хронике Роды») и «Хронике Нахеры».

## Предыстория
В 740-х годах в ходе Реконкисты галисийские земли были отвоёваны у мавров астурийским королём Альфонсо I Католиком. Главным проводником королевской политики в присоединённых землях стал епископ Луго Одоарио Африканец, возведённый на кафедру в 745 году и до своей смерти в 786 году возглавлявший процесс восстановления и заселения областей к северу от реки Дуэро.
Однако ещё со времён Вестготского королевства галисийская знать, желавшая получить полную свободу в управлении своими землями, проявляла непокорность королевской власти. С включением Галисии в состав Астурии с мятежами столкнулись и её правители — Фруэла I Жестокий, Аурелио и Сило.

## Сражение

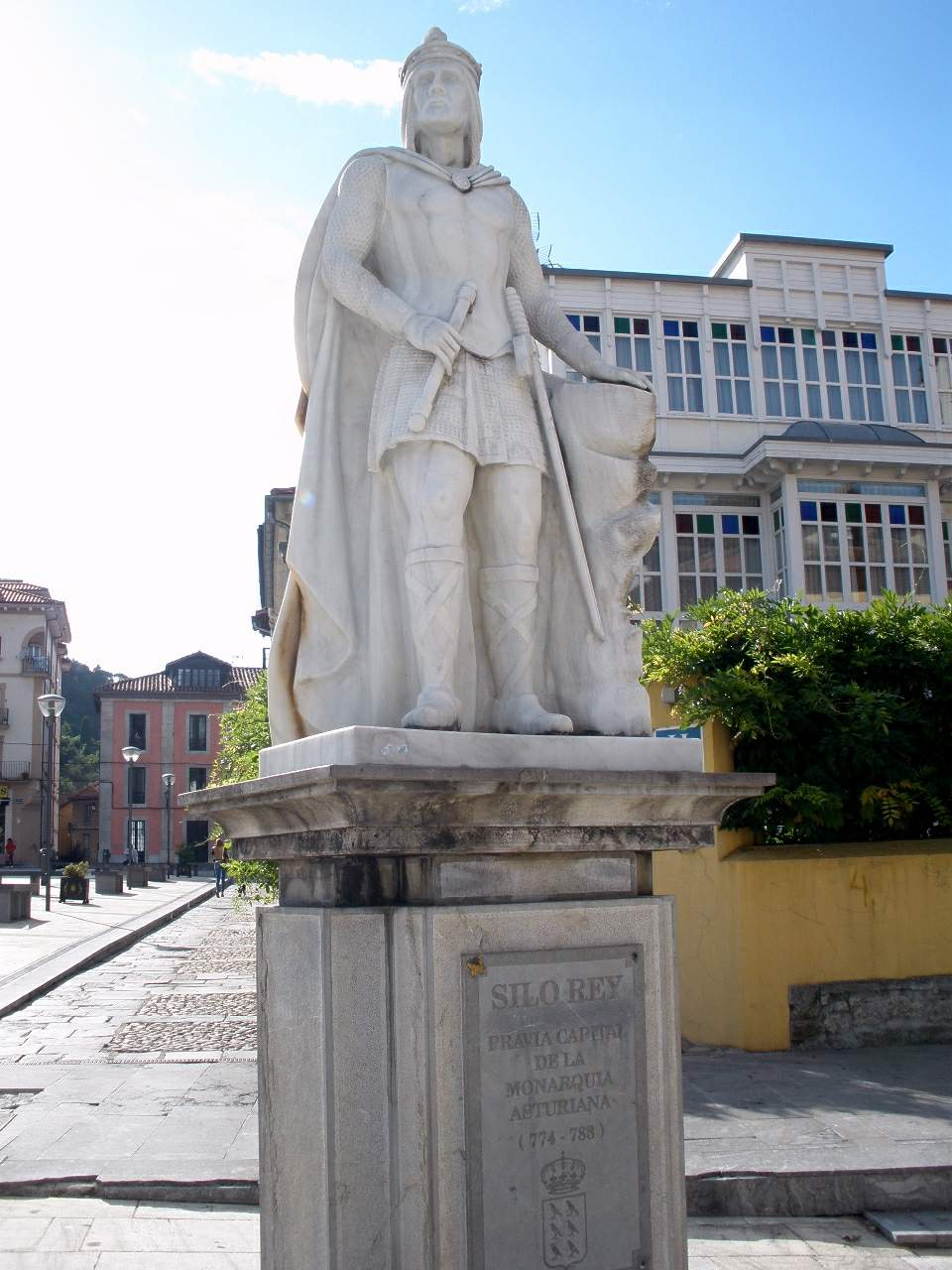
Памятник королю Сило в Правии

Очередное крупное восстание произошло в Галисии в 774 году. О том, кто был вождём мятежников, средневековые хроники не сообщают. Предполагается, что антиастурийские настроения охватили тогда бо́льшую часть галисийцев: как знать, так и селян. Для подавления столь крупного восстания король Сило совершил поход против мятежников. Он выступил из своей столицы Правии и, двигаясь вдоль старой римской дороги, соединявший этот город с Луго и Сантьяго-де-Компостела, столкнулся у горы Купейро (лат. Mons Cuperius; рядом с современным селением Монтекубейро) с войском галисийцев. В произошедшем здесь сражении победу одержали астурийцы.
Подробностей самого сражения в средневековых хрониках не сохранилось. На основании того, что местом сражения была возвышенность, историк Антонио Лопес Феррейро сделал предположение, что во время боя одно из войск могло осаждать другое, укрепившееся на вершине горы.

## Последствия
Победа в сражении при Монтекубейро позволила правителям Астурийского королевства значительно усилить свою власть в Галисии. Точно не известно, какие меры, кроме военных, предпринял Сило для установления мира в этих пограничных областях своих владений. Предполагается, что после победы при Монтекубейро король вступил в переговоры с представителями галисийской знати, и дарами и привилегиями сделал бывших мятежников своими верноподданными. Во всяком случае, таких значительных мятежей в Галисии против власти правителей Астурийского королевства в следующие полвека не происходило.